# لامونت (کانزاس)
لامونت (به انگلیسی: Lamont) یک منطقهٔ مسکونی در ایالات متحده آمریکا است که در شهرستان گرینوود، کانزاس واقع شده‌است.